# Sefkerin
Sefkerin (serbocroata cirílico: Сефкерин) es un pueblo de Serbia perteneciente al municipio de Opovo en el distrito de Banato del Sur de la provincia autónoma de Voivodina.
En 2011 tenía 2522 habitantes. Casi todos los habitantes son étnicamente serbios, quienes conviven con una pequeña minoría de rumanos.
Se conoce su existencia desde la época del Imperio otomano. Tanto en esta época como tras su posterior incorporación al Imperio Habsburgo dependía de Pančevo. Fue siempre un asentamiento de mayoría étnica serbia.
Se ubica junto a la orilla oriental del río Tamiš, unos 5 km al sureste de Opovo, sobre la carretera 131 que lleva a Pančevo.